# National Entertainment Collectibles Association
A National Entertainment Collectibles Association (Associação nacional de entretenimento e colecionáveis) ou NECA é uma empresa estadunidense de artigos colecionáveis, tipicamente licenciadas de filmes, esportes, músicas, entre outros. A empresa foi fundada em 1997 e conta com aproximadamente 60 licenças para seus produtos.

## Licenças da NECA
Algumas das principais licenças da NECA:
- Freddy vs. Jason
- God of War
- Green Day
- Gremlins
- Harry Potter
- Iron Maiden
- John Lennon
- Kill Bill
- O Senhor dos Anéis
- Piratas do Caribe
- Os Simpsons
- Crepúsculo
- Lua Nova
- Eclipse
- Amanhecer
- Half-Life
- Portal